# Kiminginjärvi (sjö i Saarijärvi, Mellersta Finland, Finland)
Kiminginjärvi eller Kiminkijärvi är en sjö i Finland. Den ligger i kommunen Saarijärvi i landskapet Mellersta Finland, i den centrala delen av landet, 270 km norr om huvudstaden Helsingfors. Kiminginjärvi ligger 208,3 meter över havet. Arean är 1,74 kvadratkilometer och strandlinjen är 9,61 kilometer lång. Sjön  ingår i Kumo älvs huvudavrinningsområde.   I omgivningarna runt Kiminginjärvi växer i huvudsak barrskog.